# Contratto per differenza
Un contratto per differenza (detto brevemente CFD, dall'inglese contract for difference) è uno strumento finanziario il cui prezzo deriva dal valore di altre tipologie di strumenti d'investimento. Anziché negoziare o scambiare fisicamente l'attività finanziaria, il CFD rappresenta un'operazione in cui due parti, venditrice e acquirente, convengono per scambiare denaro sulla base della variazione di valore dell'attività sottostante che intercorre tra il momento in cui l'operazione viene aperta e quello in cui viene chiusa. Se il valore dell'attività sottostante aumenta, la parte acquirente realizza un guadagno e la parte venditrice una perdita; viceversa il decrescere del valore comporta un guadagno per il venditore e una perdita per l'acquirente. I CFD sono scommesse sull'andamento di un'attività finanziaria; sono strumenti derivati che permettono agli investitori di trarre vantaggio dal rialzo (posizione long) o dal ribasso (posizione short) del prezzo di attività finanziarie sottostanti e sono spesso usati per speculare in questo tipo di mercati - ad esempio, applicati alle quote di capitale diventano azioni derivate utilizzabili dagli investitori per speculare sui movimenti del prezzo delle azioni senza necessariamente possederle effettivamente. Per comprenderne la forte criticità, sulla relativa esposizione al rischio, questo tipo di strumenti vengono gestiti attraverso simulatori di trading finanziari chiamati anche CFD Trading Manager utilizzati, a livello professionale, da trader domestici e investitori istituzionali.
I CFD sono attualmente disponibili in Gran Bretagna, Paesi Bassi, Polonia, Portogallo, Germania, Svizzera, Italia, Singapore, Sudafrica, Australia, Svezia, Francia, Irlanda, Giappone e Spagna. Alcuni mercati di titoli come Hong Kong prevedono l'introduzione dei CFD nel prossimo futuro. Negli Stati Uniti i CFD non sono permessi a seguito delle restrizioni imposte dalla US Securities and Exchange Commission relative agli strumenti finanziari over the counter (OTC).

## Storia

### Ideazione
Sviluppati in Gran Bretagna nel 1974 come metodo per trarre profitto dall'oro, i CFD hanno iniziato ad essere negoziati su larga scala a partire dall'inizio degli anni '90. Basati sugli swap di capitale, avevano l'ulteriore vantaggio di essere un prodotto a marginazione esente dal bollo, una tassa inglese. L'invenzione dei CFD è principalmente accreditata a Brian Keelan e Jon Wood, entrambi dipendenti UBS Warburg, in occasione della loro trattativa con Trafalgar House.
I CFD vennero inizialmente utilizzati da hedge funds e investitori istituzionali al fine di proteggere la propria esposizione azionaria sul London Stock Market in modo economicamente conveniente.

### Differenza tra CFD e FTR
I CFD sono diversi dai Financial Transmission Right (FTR) per due motivi. Innanzitutto, un CFD viene solitamente definito con una posizione specifica, non tramite una coppia di posizioni. Pertanto i CFD sono uno strumento principalmente rivolto alla copertura del rischio di prezzo temporale, ovvero la variazione del locational marginal pricing (LMP) nel tempo in una località specifica. In secondo luogo i CFD non vengono negoziati attraverso i mercati delle regional transmission organizations (RTO). Si tratta di contratti bilaterali tra singoli partecipanti al mercato.

### Asset management e prime brokerage sintetico
I CFD sono stati inizialmente utilizzati da hedge fund e trader istituzionali per ottenere un’esposizione conveniente alle azioni della Borsa di Londra, in parte perché richiedevano solo un piccolo margine ma anche, poiché non c’è passaggio di mano di azioni fisiche, per evitare l’imposta di bollo nel Regno Unito.
Gli hedge fund e altri gestori patrimoniali utilizzano i CFD come alternativa alle partecipazioni fisiche (o alle vendite allo scoperto fisiche) per le azioni quotate nel Regno Unito, con profili di rischio e leva simili. Il broker principale di un hedge fund agirà come controparte del CFD e spesso coprirà il proprio rischio nell’ambito del CFD (o il proprio rischio netto nell’ambito di tutti i CFD detenuti dai suoi clienti, long e short) negoziando azioni fisiche in borsa. Le negoziazioni del prime broker per proprio conto, a fini di copertura, sono esenti dall’imposta di bollo del Regno Unito.
I trader istituzionali hanno iniziato a utilizzare i CFD per coprire l’esposizione azionaria ed evitare le tasse. Diverse società hanno iniziato a promuovere i CFD presso i trader al dettaglio alla fine degli anni ‘90, sottolineando la loro leva finanziaria e lo status di esenzione fiscale nel Regno Unito. Un certo numero di provider di servizi ha ampliato i propri prodotti oltre la Borsa di Londra includendo azioni, materie prime, obbligazioni e valute globali. I CFD su indici, basati su indici globali tra cui Dow Jones, S&P 500, FTSE e DAX, hanno immediatamente guadagnato popolarità.

### Retail trading
Alla fine degli anni '90 i CFD sono stati introdotti per la prima volta agli investitori commerciali. Alcune società inglesi hanno contribuito alla loro diffusione offrendo un servizio contraddistinto da innovative piattaforme online che davano la possibilità di controllare i prezzi e fare trading in tempo reale. Le prime società ad occuparsi di CFD sono state GNI (conosciuta originariamente come Gerrard & National Intercommodities e oggi parte di MF Global), IG Markets e CMC Markets.
GNI ha offerto ai trader retail di azioni l’opportunità di negoziare CFD su azioni LSE attraverso il suo innovativo sistema di trading elettronico front-end, GNI Touch, tramite il computer di casa connesso a Internet. Per i trader retail di azioni il servizio retail trading di GNI ha gettato le basi per negoziare direttamente sul portafoglio ordini con limite centrale dello Stock Exchange Electronic Trading Service (SETS) presso la LSE attraverso un processo noto come accesso diretto al mercato (DMA). Ad esempio, se un trader inviasse un ordine per acquistare un CFD su azioni, GNI venderebbe il CFD al trader e acquisterebbe la posizione azionaria equivalente dal mercato come copertura.
GNI e il suo servizio di trading di CFD GNI Touch sono stati successivamente acquisiti da MF Global e presto seguiti da IG Markets e CMC Markets che hanno iniziato a divulgare il servizio nel 2000. Successivamente, i provider di CFD europei, come Saxo Bank, e di CFD australiani, come Macquarie Bank e Prudential, hanno fatto passi da gigante nella fornitura di CFD in tutto il mondo.
Intorno al 2000 gli investitori si accorsero però che il reale vantaggio di fare trading con i CFD non era l'esenzione dal bollo, bensì la possibilità di applicare la leva finanziaria a qualsiasi attività sottostante. Questa fu la svolta che determinò l'espansione dei CFD. Le società che offrivano servizio di CFD risposero immediatamente ed espansero l'offerta aggiungendo alle semplici azioni del London Stock Exchange (LSE) anche indici, azioni globali, commodity, titoli di stato e valute. Fare trading con indici CFD, come per esempio quelli basati sui maggiori indici mondiali quali Dow Jones, NASDAQ, S&P 500, FTSE, DAX e CAC, è presto diventata l'attività più diffusa nel trading con i CFD.
Nel 2001 un certo numero di società che offrivano servizio di CFD si sono accorte che i CFD avevano lo stesso effetto economico del Financial Spread Betting ad eccezione del regime fiscale che rendeva il prodotto non tassato per i clienti. La maggior parte di queste società lanciò quindi un'operazione di Spread Betting finanziario parallelamente con l'offerta CFD. In Gran Bretagna il mercato dei CFD per diversi aspetti rispecchia il mercato dello Spread Betting, e i prodotti sono simili. Ciò nonostante, mentre i CFD sono stati esportati in diversi Paesi, lo Spread Betting si fonda su uno specifico vantaggio fiscale e rimane quindi un fenomeno prettamente inglese e irlandese.
I provider di CFD hanno quindi iniziato a espandersi nei mercati esteri, a partire dall’Australia a luglio 2002 con IG Markets (primo fornitore di CFD a ottenere la licenza da ASIC) e CMC Markets. Da allora i CFD sono stati introdotti in numerosi altri paesi. Sono disponibili nella maggior parte dei paesi europei, Australia, Canada, Israele, Turchia, Giappone, Hong Kong, Singapore, Sud Africa, Nuova Zelanda, in tutto il Sud America e altrove. In alcuni altri paesi non sono consentiti, in particolare negli Stati Uniti, dove la Securities and Exchange Commission (SEC) e la Commodity Futures Trading Commission (CFTC) vietano la quotazione dei CFD su borse regolamentate e la negoziazione su borse estere o piattaforme nazionali a causa della loro natura ad alto rischio. Allo stesso tempo, sul mercato operano numerose app di trading con vari scenari di utilizzo, come eToro, Freetrade, Fidelity Personal Investing (parte di Fidelity Investments), Trading212 e altre.
Fino al 2007 i CFD sono stati oggetto di trading esclusivamente over the counter (OTC), anche se il 5 novembre 2007 la borsa australiana Australian Securities Exchange (ASX) ha inserito dei CFD nella lista delle 50 azioni australiane oggetto di maggior trading, in 8 coppie di valuta, negli indici mondiali chiave e in alcune commodities. Originariamente erano 12 i broker che offrivano CFD di ASX ma nel 2009 sono diminuiti a 5.
Nel 2016 l’Autorità europea degli strumenti finanziari e dei mercati (ESMA) ha emesso un avviso sulla vendita di prodotti speculativi agli investitori al dettaglio che includeva la vendita di CFD.
La Securities and Futures Commission di Hong Kong ha vietato totalmente il trading di CFD. Tuttavia, i residenti di Hong Kong possono negoziare CFD tramite broker d’oltreoceano.

### Tentativo da parte della borsa australiana di passare al trading di borsa
La maggior parte dei CFD è negoziata OTC utilizzando il modello di accesso diretto al mercato (DMA) o market maker, ma dal 2007 fino a giugno 2014 l’Australian Securities Exchange (ASX) ha offerto CFD negoziati in borsa. Di conseguenza, in quel periodo, una piccola percentuale di CFD è stata scambiata attraverso la borsa australiana.
I vantaggi e gli svantaggi di avere un CFD negoziato in borsa erano simili per la maggior parte dei prodotti finanziari e significavano ridurre il rischio di controparte e aumentare la trasparenza, ma con costi più elevati. Gli svantaggi dei CFD negoziati in borsa ASX e la mancanza di liquidità hanno fatto sì che la maggior parte dei trader australiani abbia optato per provider di CFD over-the-counter.

### Regolamento sull’insider trading
A giugno 2009, l’autorità di regolamentazione del Regno Unito, la Financial Services Authority (FSA), ha implementato un regime di divulgazione generale per i CFD per evitare che venissero utilizzati in casi di informazioni privilegiate dopo una serie di casi di alto profilo in cui erano state utilizzate posizioni in CFD anziché azioni fisiche sottostanti per sottrarle alle normali regole di divulgazione relative alle informazioni privilegiate.

### Tentativo di central clearing
A ottobre 2013, LCH.Clearnet, in collaborazione con Cantor Fitzgerald, ING Bank e Commerzbank, ha lanciato CFD con compensazione centralizzata in linea con l’obiettivo dichiarato delle autorità di regolamentazione finanziaria dell’UE di aumentare la percentuale di contratti OTC compensati.

## Trading
Il trading con i CFD avviene tra singoli investitori e società che offrono tale servizio. Non ci sono contratti standard per i CFD e ogni società può determinare i propri, ma tutti tendono ad avere alcuni punti comuni.
Un contratto per differenza inizia con un'apertura di trade relativa a uno strumento specifico presso una società che offre questo servizio finanziario. Ciò determina una "posizione" su quello strumento. Non ci sono termini di scadenza e quindi la posizione viene chiusa quando è effettuato un nuovo trade nella direzione opposta. A questo punto la differenza tra posizione di apertura e quella di chiusura determina guadagno o perdita. La società che offre servizio di CFD può addebitare una certa percentuale come parte del servizio di trading o per l'apertura della posizione. Queste possono includere bid-offer spread, commissioni, tassa di servizio finanziario notturno e parcella manageriale.
Anche se i CFD non hanno scadenza, qualsiasi posizione lasciata aperta durante la notte viene "reinvestita". Ciò significa che viene calcolato qualsiasi guadagno o perdita realizzata e accreditato/addebitata al conto del cliente, nonché ogni tasso di finanziamento. La posizione è successivamente portata al giorno seguente. La regola di settore prevede che questo processo venga effettuato alle 10pm GMT.
I CFD sono prodotti di marginazione e il trader deve sempre mantenere il livello di margine minimo. Una caratteristica tipica del trading con i CFD è il fatto che guadagno e perdita ed esigenze di marginazione sono calcolati sempre in tempo reale e visibili dal trader sul proprio schermo. Se la somma di denaro depositata con la società di CFD scende al di sotto del livello di margine minimo, possono essere effettuate margin call. I trader devono coprire questi margini velocemente altrimenti la società di CFD potrebbe liquidare le loro posizioni.

## Infografica

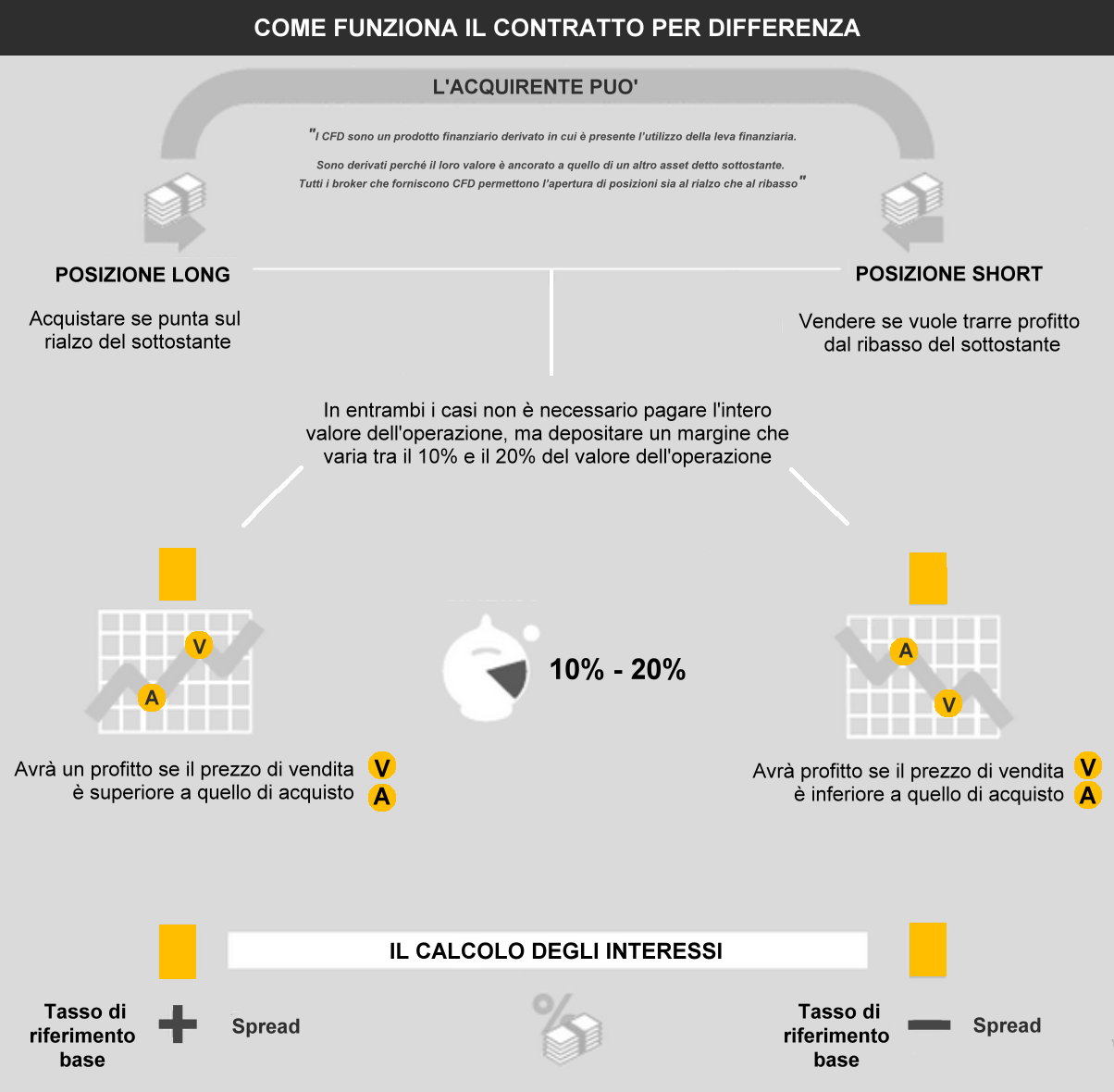

## Costi
I contratti sono soggetti a costi di finanziamento quotidiani, di solito applicati a un tasso precedentemente accordato e legato al LIBOR o qualche altro tasso d'interesse di riferimento, come per esempio il Reseve Bank Rate in Australia. In un CFD le due parti pagano al fine di finanziare posizioni al rialzo (long) e potrebbero ricevere fondi per le posizioni al ribasso (short) al posto di procedure di vendita differite. I contratti sono stabiliti sulla differenza di flusso tra posizione di apertura e quella di chiusura.
Tradizionalmente i CFD basati su capitale sociale sono soggetti a una commissione che è una percentuale calcolata in base alla tipologia di posizione di ogni trade. In alternativa, l'investitore può decidere di effettuare il suo trading con un market maker (intermediario finanziario), nel qual caso le precedenti commissioni sono incluse nelle spese di una maggiore differenza tra prezzo di acquisto e vendita per un certo strumento finanziario (spread denaro/lettera).

## Margine
Gli investitori di CFD devono rispettare un certo margine, definito da intermediazione o market maker (solitamente compreso tra 0.5% e 30%). Uno dei vantaggi di cui gode l'investitore non dovendo offrire l'intero valore speculativo del CFD come garanzia collaterale è la possibilità di controllare una posizione maggiore con un dato capitale e quindi amplificare il potenziale di profitto o perdita. Allo stesso tempo però, le posizioni caratterizzate da leva finanziaria quando si ha un CFD volatile, nel caso di ribasso possono esporre l'acquirente a una richiesta di integrazione (in inglese margin call) che spesso sfocia in una sostanziale perdita di azioni.
I contratti per differenza permettono all'investitore di andare al ribasso o rialzo di qualsiasi posizione usando il deposito iniziale (o margine). Nel trading con i CFD ci sono sempre due tipologie di margine:
1. margine iniziale (solitamente compreso tra 3% e 30% per le azioni e tra 0.5% e 1% per indici, valute e commodities);
2. margine variabile (fissato al prezzo di mercato).

Il margine iniziale viene fissato tra 0.5% e 30% a seconda dello strumento sottostante e rischio generale percepito nel mercato in quel momento specifico. Per esempio, durante e successivamente l'11 settembre i margini iniziali hanno vissuto un'impennata a tutti i livelli, in risposta all'esposizione di volatilità dei mercati azionari mondiali.
Molti considerano il margine iniziale come un deposito. Per esempio, nel caso di azioni numerose e ad alta liquidità come quelle di Vodafone il margine iniziale sarà circa il 3% e a seconda della relazione che broker e cliente hanno con l'azienda, ma potrebbe essere ancora minore. Ciò nonostante, con un capitale più piccolo e azioni a liquidità inferiore è probabile che il deposito sia minimo il 10% se non molto di più.
Il margine variabile è applicato quando una posizione si muove contrariamente agli interessi del cliente. Per esempio, se un trader di CFD comprasse 1000 azioni ABC usando CFD da 100 centesimi e il prezzo si abbassasse a 90 centesimi, il broker detrarrebbe 100 € (1000 azioni x -10p) di margine variabile dal conto del cliente. Importante notare come tutto ciò sia effettuato in tempo reale nel momento in cui il mercato è al ribasso, il cosiddetto prezzo di mercato. Al contrario, se il prezzo delle azioni si alza di 10cents allora il broker accrediterà sul conto del cliente 100 € di guadagno corrente.
Il margine di variazione può avere quindi effetto sia negativo che positivo sul saldo di cassa del trader. Ma il margine iniziale verrà sempre detratto dal conto del cliente e rimpiazzato una volta che il trade è coperto.

## Leva finanziaria
Uno degli aspetti più interessanti del trading con i CFD è il facile accesso alle leve finanziarie - usare un deposito limitato per ottenere accesso a una maggiore quantità equivalente di azioni. Che per aprire una posizione sia necessario un semplice margine iniziale del 0,5-30% del valore totale del trade costituisce una garanzia finanziaria.
In questa infografica viene mostrato un investimento effettuato senza leva VS un investimento con leva 3

## Ordine di stop loss
Un comando di stop loss può essere predisposto affinché inneschi una via d'uscita ogni qualvolta venga raggiunto un livello precedentemente impostato dal trader; per esempio comprare a 3,00 € con uno stop loss a 2,60 €. Una volta che il comando di stop loss è stato innescato, viene inviato un segnale di vendita alla società che fornisce servizio di CFD, il quale verrà attivato relativamente alle condizioni contrattuali e tenendo conto della liquidità disponibile necessaria al completamento della richiesta. I fornitori di DMA (direct market access) ricevono di solito comandi di stop loss via telefono oppure online e inoltrano l'ordine nel mercato affinché gli acquisti vengano effettuati solamente all'interno di una ristretta gamma relativa al prezzo preimpostato, per esempio fino a un massimo di ulteriori 6 centesimi e in condizioni di disponibilità necessaria. Se lo stop loss viene attivato e poi il prezzo si sposta rapidamente al di fuori del raggio dei 6 cents dell'esempio, o se non c'è liquidità sufficiente per eseguire l'ordine e considerando altre persone che hanno ordini a quel livello di prezzo, il comando di vendita stop loss potrebbe non essere attivato e la posizione rimanere aperta.
I Market Makers hanno la capacità di gestire lo stop loss, e non appena tale comando è innescato possono chiudere la posizione ovunque trovino disponibilità di quantità e prezzi corrispondenti. Questo aumenta le possibilità di abbandonare una posizione rivelatasi controproducente benché a un prezzo inferiore di quello sperato.
Uno dei problemi relativi al prezzo di uno stop loss è che si tratta semplicemente di un prezzo di riferimento; tutto dipende se il prezzo di mercato è adeguato a quel livello. Se il prezzo dello strumento sottostante "arranca", per esempio se supera il livello di stop in un solo passo, il comando di stop verrà eseguito al livello di prezzo successivo utilizzato o no nel trading a discrezione della società fornitrice di CFD. Solitamente questo non rappresenta un problema per i prodotti con trading particolarmente attivo come indici e valute, ma può diventarlo nel caso di prezzi di equity, e in particolare su azioni a bassa liquidità. È un problema anche quando i mercati finanziari sono chiusi e la differenza tra chiusura di un giorno e apertura di quello successivo è significativa, per esempio quando vengono divulgate notizie che incidono sulla redditività dell'azienda nel corso della notte.
Per alleviare questa complicazione, alcune società di CFD offrono "Guaranteed Stop Loss Orders" (GSLO - Ordini di stop loss garantito), sotto pagamento di una tariffa per un prezzo di attivazione stop loss garantito da parte del trader. Come per l'addebito aggiuntivo, teoricamente ci sono altre restrizioni. L'ordine di stop loss più vicino può essere impostato tipicamente al 5% dal prezzo corrente e le società di CFD hanno di solito condizioni sui comandi specifiche, nonostante siano prontamente operative nel caso chiudere a un determinato prezzo sia importante.

## Gestori di CFD
I contratti per differenza sono prodotti over the counter il cui trading è solitamente gestito da broker o market maker (intermediario finanziario), conosciuto come gestore di CFD. I gestori di CFD definiscono termini di contratto, tassi di margine e quali strumenti finanziari sono disponibili al trading.  Il trading avviene secondo due diversi modelli che possono avere conseguenze sul prezzo degli stessi strumenti in questione:
- Market Maker (MM), questo è il metodo più comune dove il gestore di CFD decide il prezzo per il CFD sullo strumento sottostante e raccoglie tutti gli ordini all'interno del proprio pacchetto. La maggior parte dei gestori di CFD investiranno tali posizioni sulla base dei propri modelli di rischio, che potrebbero rivelarsi semplici tanto quanto comprare o vendere il sottostante stesso, ma potrebbero anche passare per una serie di investimenti o consolidare le posizioni dei clienti e controbilanciare una posizione di ribasso di un cliente con una di rialzo di un altro cliente. Questo non ha alcun effetto sul trading poiché a prescindere da ciò che il gestore di CFD faccia con il proprio rischio di mercato, il contratto è sempre e comunque tra il trader e il gestore di CFD. La conseguenza principale è che quel prezzo può essere differenziato dal fisico mercato sottostante se il gestore di CFD per esempio prende nel proprio pacchetto posizioni di altri clienti che sta controllando. Questo permette al gestore di CFD grande flessibilità su prodotti e tempistiche di trading offerti dal momento che è possibile creare ibridi e protezioni usando strumenti alternativi come per esempio il permesso di fare trading al di fuori dei normali orari di mercato. In pratica, il prezzo del market maker solitamente corrisponde allo strumento sottostante visto che altrimenti il gestore di CFD sarebbe esposto ad arbitraggio, ma alcuni gestori di CFD aggiungono al contratto un'ulteriore garanzia scritta che assicura la corrispondenza tra i prezzi dei CFD e gli strumenti sottostanti.
- Direct Market Access (DMA), creato in risposta alla preoccupazione che il prezzo nel modello del market maker non corrispondesse a quello dello strumento sottostante. In questo modo il gestore di CFD garantisce una concreta contrattazione nel mercato sottostante al fine di far combaciare gli ordini di CFD uno a uno. Il contratto rimane tra i trader e il gestore di CFD e il trader non possiede fisicamente alcuno strumento sottostante. Attraverso questa procedura la corrispondenza di prezzo tra CFD e strumento sottostante è garantita ed è possibile consultare tali prezzi nel registro di mercato, stando certi che non subiranno alcuna riquotazione. Questa prassi è solamente per alcuni tipi di strumenti sottostanti ed è usata principalmente per CFD di azioni; potrebbe risultare più costosa dal momento che i gestori di CFD non hanno accesso ad economie di scala e devono coprire le spese delle transazioni di scambio.
- CFD Trading Manager (CTM), software a concetto matematico e probabilistico utilizzati nel trading professionale per la gestione del rischio finanziario. Questa tipologia di strumenti viene inserita nelle attività ordinarie e straordinarie in ambito di risk management e money management ed è considerata la più attendibile dal punto di vista tecnico.